# Holliston
Holliston és una població dels Estats Units a l'estat de Massachusetts. Segons el cens del 2007 tenia 13.941 habitants.

## Demografia
Segons el cens del 2000, Holliston tenia 13.801 habitants, 4.795 habitatges, i 3.842 famílies. La densitat de població era de 284,8 habitants/km².
Dels 4.795 habitatges en un 44,2% hi vivien nens de menys de 18 anys, en un 70,2% hi vivien parelles casades, en un 7,5% dones solteres, i en un 19,9% no eren unitats familiars. En el 16,4% dels habitatges hi vivien persones soles el 6% de les quals corresponia a persones de 65 anys o més que vivien soles. El nombre mitjà de persones vivint en cada habitatge era de 2,87 i el nombre mitjà de persones que vivien en cada família era de 3,25.
Per edats la població es repartia de la següent manera: un 30% tenia menys de 18 anys, un 4,8% entre 18 i 24, un 29,4% entre 25 i 44, un 26,9% de 45 a 60 i un 8,9% 65 anys o més.
L'edat mediana era de 38,2 anys. Per cada 100 dones de 18 o més anys hi havia 91,8 homes.
La renda mediana per habitatge era de 87.621 $ i la renda mediana per família de 110.305$. Els homes tenien una renda mediana de 72.408 $ mentre que les dones 47.405$. La renda per capita de la població era de 37.137$. Entorn del 2,5% de les famílies i el 3,4% de la població estaven per davall del llindar de pobresa.

## Fills il·lustres
- George Elbridge Whiting (1842-1923), organista i compositor musical.